# Ifwares Daniel Andersson
Ifwares Daniel Andersson (född 8 januari 1799, död 25 december 1870) var en dalmålare som var född i byn Rovgärdet i Rättviks socken. Han var bosatt i Västberg. Hans signatur var DAS. Gift 4 juni 1823 med Dahl-Kerstin Andersdotter (född 20 oktober 1800 i Östbjörka, Rättvik, död 22 december 1865 i Rättvik). Far till Ifwares Anders Danielsson d.y. (född 25 januari 1825, död 18 februari 1918).